# FN ブローニングM1900
FN ブローニングM1900（英: FN Browning M1900）は、ベルギーの銃器メーカーであるファブリックナショナル社（以下FN社）で生産された自動拳銃である。世界初の、量産されたスライド式自動拳銃でもある。

## 概要
本銃はジョン・ブローニングが以前に設計したM1899を小型化再設計し、それをもとにFN社が生産、1900年に主に欧州市場で販売した自動拳銃である。ブローニングにとっては初の市販モデルとなった。発売当時としては、非常に完成度の高いブローバック式の自動拳銃で、爆発的に売れた。1899年の製造開始から1911年の製造終了までの間に72万4450挺が製造されたが、100万挺量産販売されたともされる。

## 特徴
本銃の最大の特徴は、リコイル・スプリングが銃身の上部に位置し、銃身はスライド下半分に存在することである。ストライカー式の撃発方式を採用しており、リコイルスプリングによってストライカーにテンションを与えている。また、ストライカーがコックされている状態ではシアがリアサイトをふさぎインジケーターを兼ねるようになっている。
それまで多くの自動拳銃が銃身をむき出しにしたデザインだったのに対し、銃身をスライドで包むことでスライドのサイズを大きめにし重量を増加させている。これにより、小型かつ大口径でありながらシンプル・ブローバックの採用が可能となっている。このデザインは後の多くの自動拳銃で継承されている。
グリップマークはM1900の絵が浮彫されている。初期生産モデルはM1900の絵だけであったが、後期生産モデルはFN社のマークも付加されている。
口径は.32口径（7.65mm）で、使用弾薬は同銃のために製作された.32ACP弾。装弾数は7発。

## 使用

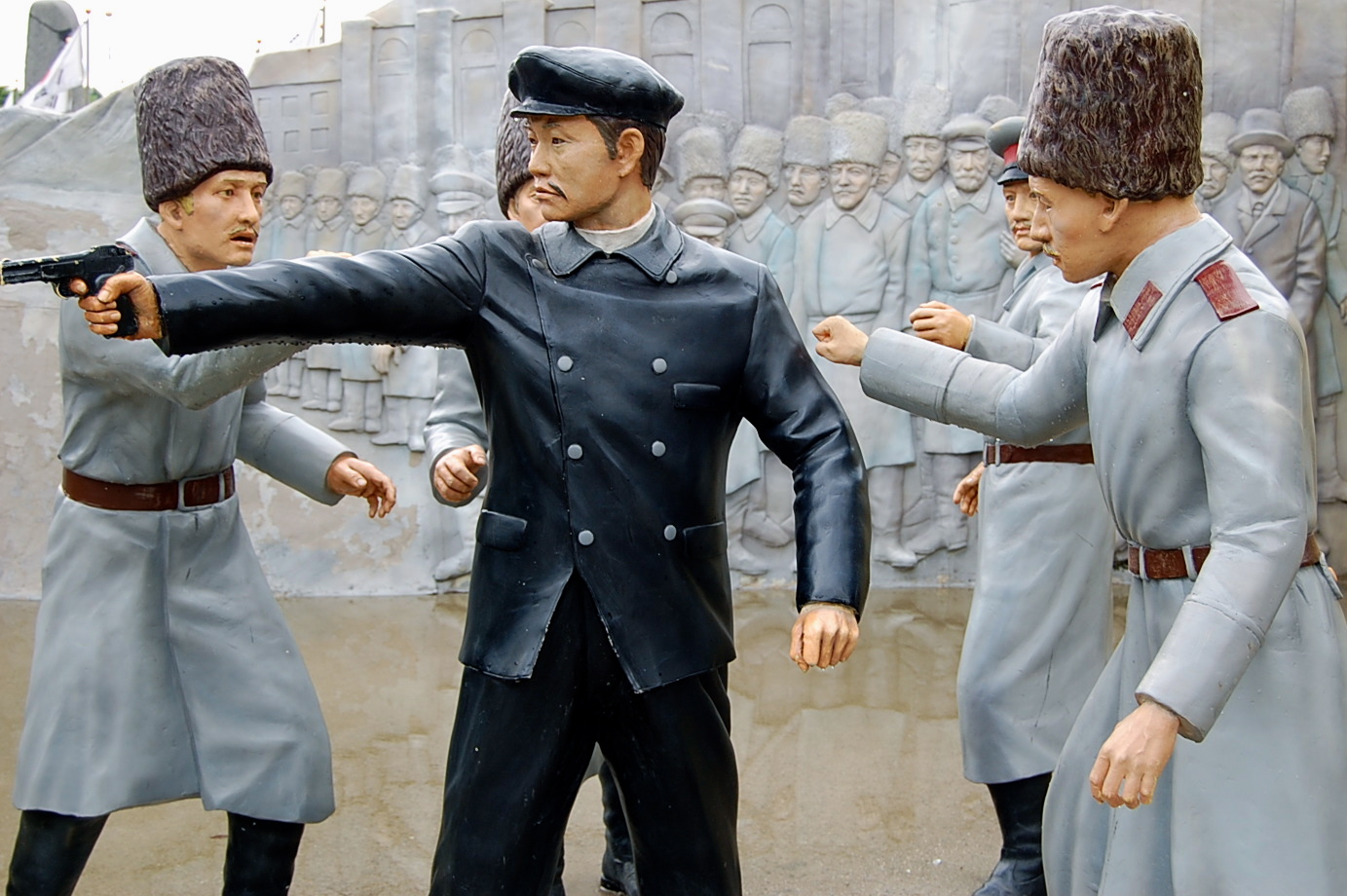
独立記念博物館に展示される安重根の像。M1900を所持している

1909年に起きた伊藤博文暗殺事件にて、暗殺者の安重根が目標を銃撃するのに用いた。なお、同様の暗殺事件として、1914年に起きたサラエヴォ事件においても暗殺者のガヴリロ・プリンツィプが使用したとされていたが、現在は実際にはFN ブローニングM1910を使用していたとされる。 1918年のウラジーミル・レーニン暗殺未遂事件において社会革命家ファニー･カプランが使用した。en:Assassination_attempts_on_Vladimir_Lenin
発売当時としては最先端を行く優れた自動拳銃であったため、欧州のみならず、世界中で人気を博した。主に軍将校用や警察官用に使用された他、ロシア帝国では高級官僚の護身用として購入され、日本では日本陸軍の乃木希典が購入し日露戦争で愛用した。人気が高かったため、ベルギー国内や中国でコピー生産された。
第一次世界大戦時のドイツ帝国では、M1900のコピー生産品であるランゲンハンピストルが開発され、ドイツ帝国軍及び警察で使用された。
北朝鮮においては、六八式拳銃に先立ちM1900をコピー生産、1964年に六四式拳銃の制式名で制式採用した。生産は朝鮮政府造兵廠が担当した。当時としては旧式のM1900をベースとした正確な理由は不明だが、金日成が第二次世界大戦末期に抗日戦にて愛用したためだと考えられている。この六四式拳銃には2種類が存在し、一方はオリジナルのM1900とほぼ同型のもの、もう一方は特殊部隊での使用を前提としたサウンド・サプレッサー装着仕様のものである。後者はサプレッサーを取り付けるため、フレームと銃身が切り詰められている他、先端に溝がほられている。サプレッサーはバッフルを何層もおいたマキシム型である。なお、双方ともに口径はオリジナルと同様であるが、7.62mmに変更されフレーム左側面に「1964 7.62」と刻印されているともされる。また、前者は全長170mm、銃身長100mm、重量625gとなっている

## 記念品の製作
生産開始から6年後には5万丁、12年後には100万丁の量産販売がなされ、それぞれを記念して柏葉をフレームにエングレーブした記念品が製作された。また、この他にFN社は1903年頃から、グリップが象牙で作られたものなど、タイプ1からタイプ5までの5種類の特別仕様を製作した。これは世界中で進物として用いられた。

## 主要参考文献
- 高橋昇『世界のピストル図鑑』光人社、2010年。ISBN 9784769814528。
- 床井雅美『現代軍用ピストル図鑑』徳間文庫、2002年。ISBN 4198916608。